# Daniel Sirera Bellés
Daniel Sirera Bellés  (Badalona, 30 de juliol de 1967) és un polític del Partit Popular que fou diputat al Parlament de Catalunya per la circumscripció de Barcelona. Fou president de la delegació catalana del partit entre el 2007 i el 2008.
És llicenciat en Dret per la Universitat de Barcelona. És membre del col·legi d'advocats de Barcelona. Aquest li va concedir la medalla d'honor per la tasca al torn d'ofici. Li ha estat atorgada per la Generalitat de Catalunya la medalla de protecció civil de Catalunya amb la categoria de bronze.

## Trajectòria política
- Ha estat president de Noves Generacions del PP a la província de Barcelona[2]
- Vicesecretari Nacional de NNGG[2]
- Membre de la Junta Directiva Nacional del PP[2]
- Vicesecretari General d'Acció Política del PPC[2]
- Vicesecretari General d'Organització del PPC[2]
- Portaveu del PPC[3]
- Secretari Executiu de Comunicació
- Regidor de l'Ajuntament de Barcelona
- Diputat al Parlament de Catalunya de 1995[4] a 2010
- Ha estat President del Partit Popular de Catalunya (2007[4]-2008[5])
- Senador (2008)[5]
- Conseller Secretari del Consell de l'Audiovisual de Catalunya (2012-2022)[6][7]
- Candidat del Partit Popular de Catalunya a l'alcaldia de Barcelona. Eleccions Municipals maig 2023